# Nahuel Benítez
Carlos Nahuel Benítez  (Concordia, Entre Ríos, 10 de abril de 1990) es un exfutbolista argentino que se desempeñaba como delantero y su último equipo fue el Sacachispas Fútbol Club de la Primera B.

## Trayectoria
Nahuel Benítez es un futbolista surgido de las divisiones inferiores de San Lorenzo de Almagro. En su etapa juvenil obtuvo un récord al ser el máximo goleador histórico de las inferiores de su club, con 108 goles. Debutó en Primera División el 10 de mayo de 2010 en la derrota por 3 a 2  de su equipo ante Lanús. Marcó su primer gol en Primera frente a Godoy Cruz y en ese mismo partido sufrió la rotura de los ligamentos de la rodilla.
Luego de ese torneo fue cedido a Olimpo de la Primera B Nacional, segunda división del fútbol argentino. La transacción fue un trueque entre el club de Boedo y los de Bahía Blanca. A cambio de Julio Furch y Matías Ibáñez, San Lorenzo de Almagro cedió a Nereo Champagne y Adrián Martínez además del delantero. Su primer gol en el club aurinegro fue enfrentando justamente a su equipo anterior, San Lorenzo de Almagro, por Copa Argentina. En su primera temporada marcó 3 goles en 23 partidos disputados, en una campaña en la que el equipo logró el tercer puesto, lo que significó el ascenso a Primera División. Luego del ascenso, Benítez no lograría continuidad en el equipo durante el Torneo Inicial y su préstamo no sería renovado.
En 2014 vuelve a San Lorenzo de su cesión, y se lo vuelve a prestar, pero esta vez al Club Atlético Nueva Chicago, por parte de pago por la transferencia del jugador Alejandro Melo al Ciclón. Sin embargo, el jugador firmó contrato estando lesionado, y no pudo estar a disposición del cuerpo técnico por varias semanas. Recién disputó su primer partido frente a Boca Unidos el 17 de septiembre. Disputó 5 partidos sin convertir goles a lo largo del Torneo de Transición 2014, y su equipo terminó logrando el ascenso a la Primera División.
A principios de 2015, luego de finalizar su préstamo, debió volver a San Lorenzo de Almagro. Al no ser tenido en cuenta por el entrenador fue cedido nuevamente, pero esta vez a Estudiantes de la Primera B, tercera división del fútbol argentino. Debutó convirtiendo un gol frente a Almagro el 9 de febrero en la victoria de su equipo por Copa Argentina, un buen inicio que le permitió firmar contrato con Estudiantes y rescindir su vínculo con el club azulgrana. En la temporada fue titular de forma regular y convirtió 6 goles, en una campaña en la que su equipo se proclamó subcampeón, pero no consiguió el ascenso, siendo eliminado en semifinales del Torneo Reducido a manos de Almagro.
En 2016 firmó contrato en el Club Almirante Brown, también de la tercera división. Su paso por la Fragata sería de apenas un semestre, en el que no consiguió goles en 11 presentaciones.
Para la temporada 2016-17 Benítez firmó contrato con el Deportivo Riestra, también de la Primera B. El jugador sería, con 12 conversiones, una de las principales cartas de gol del conjunto Blanquinegro, que se consagraría subcampeón del torneo, tras el campeón Deportivo Morón. Su club conseguiría ganar el Torneo Reducido tras vencer en la final a Comunicaciones, con la conversión de un gol de Benítez desde los doce pasos. El delantero también convertiría ante Tigre, por la Copa Argentina de ese año, un gol de penal en el tiempo regular, y otro en la definición por penales, que permitieron a su club avanzar de ronda por primera vez ante un equipo de Primera División.
Benítez permaneció en el Blanquinegro durante la temporada 2017-18, que significó el debut de su club en la segunda categoría. El entrerriano participó en 14 cotejos, en los que convirtió dos goles. Su equipo fue relegado de vuelta a la Primera B tras ser el peor promedio merced a una sanción por incidentes en la final de la temporada anterior.
Para el campeonato 2018-19 Benítez no tuvo continuidad en su equipo, acumulando apenas 4 presencias para Riestra, por lo cual fue transferido de vuelta a Estudiantes, vigente puntero del certamen, durante el receso de verano.
En julio de 2019 se incorporó a Talleres (RdE) de la Primera B.En 2020 volvió a su concordia natal para vestir los colores del club atlético libertad. 2021 fundo su propio club llamado real concordia fútbol club donde juega en la actualidad.

## Selección Juvenil
| Torneo                   | Sede          | Resultado        | Partidos | Goles |
| ------------------------ | ------------- | ---------------- | -------- | ----- |
| Copa Mundial Sub-17 2007 | Corea del Sur | Cuartos de Final | 3        | 0     |

## Estadísticas
Actualizado hasta el 31 de diciembre de 2018.
| San Lorenzo de Almagro Argentina                                                                                  |                     |                     |     |    |   |   |   |    |     |    |
| 1.ª | 2009-10             | 1                   | 0   | —  | — | 0 | 0 | 1  | 0   |    |
| 1.ª | 2010-11             | 4                   | 1   | —  | — | — | — | 4  | 1   |    |
| 1.ª | 2011-12             | 7                   | 1   | 1  | 1 | — | — | 8  | 2   |    |
| Total | Total               | 12                  | 2   | 1  | 1 | 0 | 0 | 13 | 3   |    |
| Olimpo Argentina                                                                                                  |                     |                     |     |    |   |   |   |    |     |    |
| 2.ª | 2012-13             | 23                  | 1   | 2  | 2 | — | — | 25 | 3   |    |
| 1.ª | 2013-14             | 7                   | 1   | 0  | 0 | — | — | 7  | 1   |    |
| Total | Total               | 30                  | 2   | 2  | 2 | 0 | 0 | 32 | 4   |    |
| Nueva Chicago Argentina                                                                                           |                     |                     |     |    |   |   |   |    |     |    |
| 2.ª | 2014                | 5                   | 0   | —  | — | — | — | 5  | 0   |    |
| Total | Total               | 5                   | 0   | 0  | 0 | 0 | 0 | 5  | 0   |    |
| Estudiantes (BA) Argentina                                                                                        |                     |                     |     |    |   |   |   |    |     |    |
| 3.ª | 2015                | 38                  | 5   | 3  | 1 | — | — | 41 | 6   |    |
| 3.ª | 2018-19             | 0                   | 0   | 0  | 0 | — | — | 0  | 0   |    |
| Total | Total               | 38                  | 5   | 3  | 1 | 0 | 0 | 41 | 6   |    |
| Almirante Brown Argentina                                                                                         |                     |                     |     |    |   |   |   |    |     |    |
| 3.ª | 2016                | 11                  | 0   | —  | — | — | — | 11 | 0   |    |
| Total | Total               | 11                  | 0   | 0  | 0 | 0 | 0 | 11 | 0   |    |
| Deportivo Riestra Argentina                                                                                       |                     |                     |     |    |   |   |   |    |     |    |
| 3.ª | 2016-17             | 35                  | 12  | 2  | 1 | — | — | 37 | 13  |    |
| 2.ª | 2017-18             | 14                  | 2   | —  | — | — | — | 14 | 2   |    |
| 3.ª | 2018-19             | 4                   | 0   | 0  | 0 | — | — | 4  | 0   |    |
| Total | Total               | 53                  | 14  | 2  | 1 | 0 | 0 | 55 | 15  |    |
| Total en su carrera                                                                                               | Total en su carrera | Total en su carrera | 149 | 23 | 8 | 5 | 0 | 0  | 157 | 28 |
| (1) La copa nacional se refiere a la Copa Argentina. (2) La copa internacional se refiere a la Copa Sudamericana. |                     |                     |     |    |   |   |   |    |     |    |

## Palmarés

### Logros
| Logro                                    | Club              | Año     |
| ---------------------------------------- | ----------------- | ------- |
| Ascenso a Primera División               | Olimpo            | 2012-13 |
| Ascenso a Primera División               | Nueva Chicago     | 2014    |
| Subcampeón de Primera B                  | Estudiantes       | 2015    |
| Subcampeón de Primera B                  | Deportivo Riestra | 2016-17 |
| Ganador del Torneo Reducido de Primera B | Deportivo Riestra | 2016-17 |